# Я тебя подожду
Ты глядел на меня,

Ты искал меня всюду.

Я, бывало, бегу,

Ото всех твои взгляды храня.

А теперь тебя нет,

Тебя нет почему-то.

Я хочу, чтоб ты был,

Чтобы так же глядел на меня.

А за окном то дождь, то снег,

И спать пора, и никак не уснуть.

Всё тот же двор, всё тот же смех,

И лишь тебя не хватает чуть-чуть.
«Я тебя подожду» — песня композитора Аркадия Островского на стихи Льва Ошанина. Наряду с песнями «А у нас во дворе» и «И опять во дворе», «Прошло три года», «Детство ушло вдаль» и «Доверчивая песня» она входит в так называемый «Дворовый цикл» Островского и Ошанина.
Первой исполнительницей стала Майя Кристалинская, её прочтение песни Островский особенно любил. В 1963 году в её исполнении песня прозвучала в «Голубом огоньке» и была выпущена на грампластинках.
Также песню исполняли Радмила Караклаич («Голубой огонёк», май 1964 года), Тамара Миансарова, Валентина Толкунова, Зара, Марина Девятова, Женя Отрадная, Алиса Игнатьева. Для новогоднего фильма «Старые песни о главном 2» песню исполнила Кристина Орбакайте. На польском языке песню исполняла Халина Куницкая («A To Nie Tak»). Песню также исполнил Павел Пламенев.